# Майлз Дауні
Майлз Дауні (англ. Myles Downey, народ. 3 жовтня 1959 року в Дубліні, Ірландія) — коуч, дослідник людських здібностей. Заснував школу коучингу в Лондоні, творець Inner Game eCoach, автор статей.

## Біографія
Майлз Дауні народився 3 жовтня 1959 року в Дубліні, Ірландія. Під час навчання в університеті почав захоплюватися книгами з особистісного росту, а після прочитання книги Тімоті Голві «Внутрішня гра в теніс», вирішив змінити сферу діяльності і стати коучем.
Перший досвід в цій справі Майлз отримав працюючи спортивним інструктором. Це підштовхнуло його до того, що він переїхав до Лондона і приєднався до Гретхема Александера і його команди. У 1995 році Майлз покидає команду і починає займатися власними дослідженнями підходів до навчання.
У 1996 році Майлз Дауні заснував Школу Коучинга у Великій Британії, яка в 2009 році почала проводити тренінги по всьому світу. 

## Нинішній час
У нинішній час працює над проектом по звільненню геніальності людини, в основі якого планує створити матрицю геніальності. Його проект «Активація геніальності» об'єднує результати останніх досліджень в сфері пізнання потенціалу людини. Дауні пропонує інструменти і техніки для застосування теорії в реальному житті.

## Ідея геніальності в працях Майлза Дауні
Розглядаючи природу генія, Майлз Дауні зазначає такі теорії, які існували та існують в світі, щодо природи генія:
- Геній - дух, який є в кожного з народження;
- Геній - вродженні таланти;
- Геній - генетичний спадок;
- Геній - річ, подія чи момент;
- Геній - дар.

Розглядаючи етимологію слова геній, Майлз Дауні звертається до концепції древніх греків - духа Даймона, який спостерігає за кожною людиною і попереждає про небезпеки та проводить паралель з аравійською культурою, в якій існують легенди про джинів (Dijinn or Genie).
Розглядаючи ідею генія, як вродженої здібності та спадковості Майлз Дауні звертається до книги Френсіса Гальтона «Спадковий геній» та його теорії про те, що геніальність закладена в генетиці. В своїй книзі Гальтон проаналізував сімейні зв'язки відомих людей і зробив висновок, що чим ближчий родовий зв'язок, тим більше в знаменитої людини талановитих родичів.
Теорія була розкритикована в свій час багатьма дослідниками, критикував її також двоюрідний брат Гальтона Чарльз Дарвін. Критика теорії в той час заключалась в тому, що деякі прошарки суспільства не мають можливостей для розвитку.
Дауні розглядає також компанію Guinness, яка використовувала в одній з своїх рекламних кампаній слоган «чистий геній»
Також в праці згадується ідея генія — як ідеального уявлення. В цьому випадку він наводиться приклад вірша О. С. Пушкіна, присвяченого Анні Керн («Я помню чудное мгновенье…»).

## Книги
- Effective Modern Coaching  (тираж по світу - 35 тис.)
- Enabling genius
- The Session (в работе)